# Pierluigi Ciocca
 (juin 2018).
Pour les articles homonymes, voir Ciocca.
Pierluigi Ciocca (né le 17 octobre 1941 à Pescara) est un banquier et un économiste italien.
Il a été le vice-directeur général de la Banque d'Italie de 1995 à 2006.